# Жарнівка Велика
Жарнівка Велика (пол. Żarnówka Duża (potok)) — гірська річка в Польщі, у Живецькому повіті Сілезького воєводства. Ліва притока Соли, (басейн Балтійського моря).

## Опис
Довжина річки 3,54 км, найкоротша відстань між витоком і гирлом — 1,12 км, коефіцієнт звивистості річки  — 3,16. Формується декількома безіменними струмками.

## Розташування
Бере початок на південно-східних схилах вершини Гронички (833 м) у присілку Жарнівка Велика (ґміна Черніхув). Спочатку тече переважно на південний захід, потім на південний схід і в селі Мендзибродзе-Бяльське впадає в присілку Жарнівка Велика (ґміна Черніхув). Спочатку тече переважно на південний захід, потім на південний схід і в селі Мендзибродзе-Бяльське впадає в у річку Солу (Мендзибродзьке озеро), праву притоку Вісли.

## Цікаві факти
- Річка протікає у Бескидах Малих.
- Біля гирла річку перетинає автошлях 948 (Тресна — Коберниці).